# Абейхон, Нельсон
Нельсон Абейхон (исп. Nelson Abeijón; род. 21 июля 1973, Монтевидео) — уругвайский футболист, который выступал на позиции полузащитника.

## Клубная карьера
Абейхон начал свою карьеру в 1994 году в «Насьонале» (выиграв один чемпионат молодёжного уровня). Нельсон был жёстким игроком, чем заработал популярность среди болельщиков. Покинул команду в сезоне 1997/98, перейдя в испанскую Ла-Лигу — в сантандерский «Расинг». В августе 1998 года Абейхон переехал в Италию, где играл за «Кальяри» и «Комо». Летом 2006 года перешёл в «Аталанту». За свою карьеру Абейхон сыграл 282 матча и забил 23 мяча.

## Международная карьера
Абейхон дебютировал за сборную Уругвая 19 октября 1994 года в товарищеском матче против Перу (1:0). Дважды был участником Кубков Америки: в 1995 году в Уругвае, когда уругвайцы выиграли турнир, и в 1997 году в Боливии. Всего он сыграл в 23 матчах и забил два гола за «селесте».